# Чемпіонат Швеції з футболу 1923—1924
Svenska Mästerskapet 1924 — чемпіонат Швеції з футболу. Проводився за кубковою системою. У чемпіонаті брали участь 13 клубів. 
Чемпіоном Швеції став клуб «Фессберг» ІФ (Мельндаль).

## Півфінал
9 листопада 1924 «Фессберг» ІФ (Мельндаль) — Єнчепінг ІС 4:1
9 листопада 1924 ІК «Сіріус» (Уппсала) — ІК «Сіті» (Ескільстуна) 3:0

## Фінал
14 червня 1925 «Фессберг» ІФ (Мельндаль) — ІК «Сіріус» (Уппсала) 5:0
———————————————————————————————————————
Svenska Serien 1923/24 — змагання з футболу у форматі вищого дивізіону. У турнірі брали участь 12 клубів (по шість клубів у двох зонах).

## Підсумкові таблиці

### Схід
|   | Команда                    | І  | В | Н | П | М       | Різ | О  |
| - | -------------------------- | -- | - | - | - | ------- | --- | -- |
| 1 | AIK Стокгольм              | 10 | 6 | 2 | 2 | 29 : 20 | +9  | 14 |
| 2 | ІК «Слейпнер» (Норрчепінг) | 10 | 6 | 0 | 4 | 16 : 18 | -2  | 12 |
| 3 | ІФК Ескільстуна            | 10 | 5 | 0 | 5 | 21 : 25 | -4  | 10 |
| 4 | «Гаммарбю» ІФ (Стокгольм)  | 10 | 3 | 3 | 4 | 16 : 18 | -2  | 9  |
| 5 | ІФК Норрчепінг             | 10 | 3 | 2 | 5 | 14 : 15 | -1  | 8  |
| 6 | «Юргорден» ІФ (Стокгольм)  | 10 | 3 | 1 | 6 | 18 : 18 | 0   | 7  |

### Захід
|   | Команда                 | І  | В | Н | П | М       | Різ | О  |
| - | ----------------------- | -- | - | - | - | ------- | --- | -- |
| 1 | «Ергрюте» ІС (Гетеборг) | 10 | 8 | 1 | 1 | 37 : 11 | +26 | 17 |
| 2 | ГАІС Гетеборг           | 10 | 5 | 2 | 3 | 26 : 17 | +9  | 12 |
| 3 | Гельсінгборгс ІФ        | 10 | 4 | 2 | 4 | 18 : 15 | +3  | 10 |
| 4 | ІФК Гетеборг            | 10 | 4 | 2 | 4 | 16 : 17 | -1  | 10 |
| 5 | ІФК Мальме              | 10 | 4 | 0 | 6 | 6 : 25  | -19 | 8  |
| 6 | Ландскруна БоІС         | 10 | 0 | 3 | 7 | 8 : 26  | -18 | 3  |

## Фінал
- 13 липня 1924:
AIK — Ергрюте ІС 0:1
- 20 липня 1924:
Ергрюте ІС — AIK 1:0